# Theologie van het Lichaam

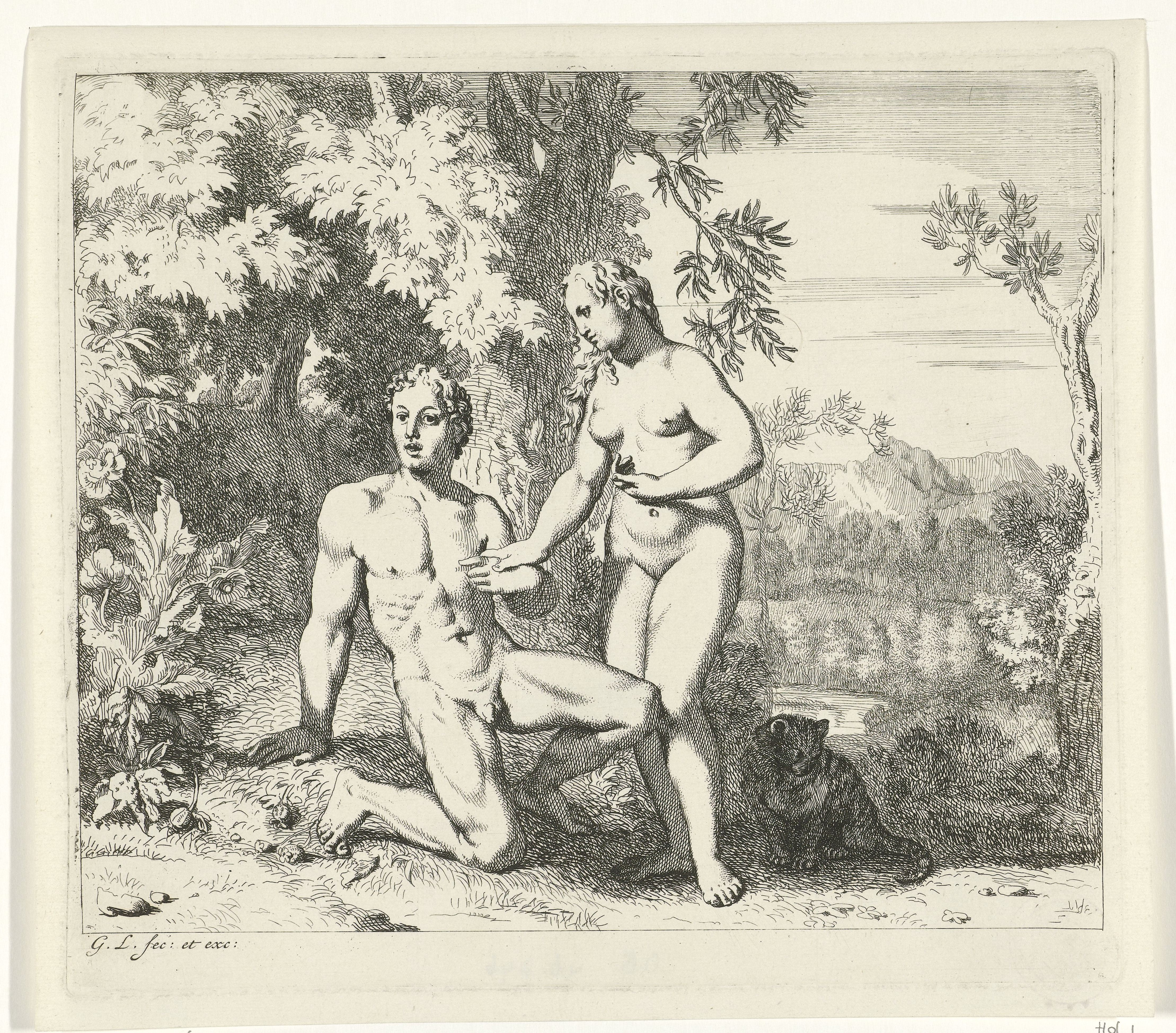
Adam en Eva in het paradijs (Gerard de Lairesse)

De Theologie van het Lichaam is een serie van 129 catecheses gegeven door Paus Johannes Paulus II tijdens zijn audiënties op woensdag op het Sint Pietersplein en in de Paul VI Audience Hall van 5 september 1979 en 28 november 1984. Deze analyse van de menselijke seksualiteit werd gebundeld en nog vaak aangehaald en verder uitgewerkt in encyclieken en brieven. In de Theologie van het Lichaam biedt de inmiddels heilig verklaarde paus een antropologie waarin het menselijk lichaam God zichtbaar maakt. Hierin bestudeert hij man en vrouw voor en na de zondeval, en ook tijdens de opstanding van de doden. Hij onderzoekt de natuur van het huwelijk, het celibaat en de maagdelijkheid en hij breidt Humanae Vitae en de leer over contraceptie uit.
Volgens de auteur Christopher West, is het centrale punt in deze leer dat ‘alleen het lichaam capabel is om zichtbaar te maken wat onzichtbaar is: het spirituele en het goddelijke. Het is geschapen om een teken te zijn van het mysterie dat voor alle tijden in God verborgen lag, door het zichtbaar over te dragen in deze wereld.’"
Momenteel wordt de Theologie van het Lichaam wijdverspreid gebruikt bijvoorbeeld voor huwelijkscursussen in de katholieke bisdommen. In 2016 kwam een Nederlandse vertaling tot stand die uitgegeven werd door uitgeverij Betsaida. Voor die tijd verscheen ‘Menselijke liefde in het plan van God’, een toegankelijke versie voor het groter publiek.

## Voorafgaande ontwikkelingen in de geschiedenis van deze leer
De series van toespraken zijn gegeven als een reflectie op de schepping van de mens als vrouw en man, als een seksueel wezen. Ze geven antwoord op een aantal vervormde ideeën en houdingen die hun oorsprong vinden in de seksuele revolutie.
Johannes Paulus II adresseert daarin hoe het gemeenschappelijke begrip van het menselijke lichaam, namelijk de visie dat het lichaam puur als iets mechanisch/technisch wordt gezien, leidt tot objectificatie. Oftewel, een reductie tot object en een verlies aan inzicht en begrip van de intrinsieke en persoonlijke betekenis van het lichaam. De ideeën van Paus Johannes Paulus II zijn beïnvloed door de fenomenologische benaderingen van Edmund Husserl en Max Scheler en in het bijzonder de theorie van Thomas van Aquino die het menselijk handelen analyseert in de context van daden, uit vrije wil gekozen, en wat werd gevoeld,  met de vooronderstelling dat deze acties mogelijk zijn gemaakt dankzij de eenheid van ziel en lichaam zoals vereist door hylomorfisme. Belangrijke geschriften van voor zijn pausschap zijn Love and Responsibility, the Acting Person,  en verschillende verslagen verzameld in Person and Community. Op deze thema’s bouwt Paus Johannes Paulus II voort in zijn theologische antropologie, waarin de analyse van de menselijke natuur in relatie tot God centraal staat. 
De Theologie van het Lichaam presenteert een interpretatie van het fundamentele betekenis van het lichaam, in het bijzonder de sekseverschillen en de complementariteit. Een interpretatie die zich er op richt om de hedendaagse filosofische denkbeelden uit te dagen.
Desondanks is de Paus zijn persoonlijke fenomonologie een ‘echo van wat hij leerde van de heilige Johannes van het Kruis’ en is het ‘in harmonie met de heilige Thomas van Aquino.’

### Francis Bacon
Francis Bacon was een vroege empiricus die zich concentreerde op kennisproblemen. In zijn Great Instauration betoogde hij dat de huidige staat van kennis onvolwassen is en niet vooruitgaat. Zijn doel was om het menselijke verstand gezag te laten hebben over de natuur door middel van begrip en kennis. Bacon debatteerde tegen de doeloorzaak en vormoorzaak (onderdeel van de 'oorzakenleer') van Aristoteles, door te stellen dat "de doeloorzaak de wetenschappen eerder bederft dan vooruithelpt". Hij was van mening dat focussen op de vormoorzaak een belemmering is voor kennis, omdat macht wordt verkregen door te focussen op materie die waarneembaar en te ervaren is, en niet door een hersenspinsel. Zijn nadruk op macht over de natuur heeft bijgedragen aan de opkomst van een mechanisch idee over de natuur en de bewering dat ware kennis over de natuur tot uiting komt door mechanische wetten. Paus Johannes Paulus II zag Bacon's opvatting van 'kennis en zijn eigenlijke doel' als het begin van de scheiding tussen persoon en lichaam, zijn doel is om deze twee te verzoenen.

### René Descartes
René Descartes bevorderde een wiskundige benadering van filosofie en epistemologie (theorie over kennis) door scepsis en rationalisme, waarbij hij de praktische waarde van macht over de natuur benadrukte. In zijn 'Discours de la méthode', zei Descartes, "we kunnen een praktische [filosofie] vinden, door de aard en het gedrag van vuur, water, lucht, sterren, de hemelen en alle andere lichamen die ons omringen te kennen ... we kunnen deze entiteiten benutten voor alle doeleinden waarvoor ze geschikt zijn, en maken onszelf dus de meesters en bezitters van de natuur."  Naast het belang van macht over de natuur, drong Descartes (zoals Bacon) aan op het afwijzen van de doeloorzaak, en verklaarde dat "de hele klasse van oorzaken die mensen gewoonlijk ontlenen aan het 'doel' van een ding, naar mijn mening volkomen nutteloos is." 
De praktische filosofie van Descartes introduceerde ook een dualisme tussen de geest en het fysieke lichaam, gebaseerd op de overtuiging dat het twee verschillende substanties zijn. Het lichaam is materie die ruimtelijk wordt uitgebreid, terwijl de geest de substantie is die denkt en de rationele ziel bevat. Paus Johannes Paulus II reageerde op dit dualisme in zijn 'Letter to Families' in 1994: "Het is typerend voor het rationalisme om een radicaal contrast te maken in de mens tussen geest en lichaam, tussen lichaam en geest. Maar de mens is een persoon in de eenheid van zijn lichaam en geest. Het lichaam kan nooit worden gereduceerd tot louter materie." Paus Johannes Paulus II beweerde tijdens de Theologie van het Lichaam toespraken, dat de grimmige Cartesiaanse tegenstelling tussen lichaam en geest leidt tot menselijke seksualiteit als een gebied voor manipulatie en uitbuiting, in plaats van verwondering en eenheid.

### Immanuel Kant
Paus Johannes Paulus II gaf toe dat het werk van Immanuel Kant het startpunt was voor veel van zijn reflecties. Kant geloofde, net als Bacon en Descartes, dat de natuurwetenschap alleen door de wiskundig-materialistische deterministische studie van de natuur vooruitgang kon boeken. Kant zag echter het gevaar in van die natuurwetten als God werd buitengesloten, omdat moraliteit en religie in twijfel worden getrokken. Kant loste dit op door erop te staan dat de theoretische rede beperkt is met betrekking tot moraliteit en religie. De rede en meetbare gegevens mogen niet worden gebruikt om te proberen de vraag van God te beantwoorden. Kant verklaarde: "Ik moest de kennis afschaffen om ruimte te maken voor geloof."  Dat geloof leidde tot de ontwikkeling van Kants ‘personalisme’. Personalisme is een filosofische school waarbij wordt gezocht naar het beschrijven van het unieke karakter van God als Allerhoogste Persoon of een menselijk persoon in de natuurlijke wereld, vooral in relatie tot dieren. 
In zijn ‘Critique of Pure Reason’ zei Kant: "de overtuiging [van geloof] is geen logische maar een morele zekerheid; en omdat het berust op subjectieve grondslagen (van de morele houding), moet ik zelfs niet zeggen: het is moreel gezien zeker dat er een God is, enz., maar ik moet zeggen, ik ben moreel zeker, enz."  Door deze ideologie kan elke persoon zijn eigen voorwaarden voor de realiteit en zijn moraal kiezen, omdat ze niet kunnen worden tegengegaan door het theoretisch redeneren.
Kants personalisme ontstaat uit geloof en is van toepassing op onze morele waardigheid, autonomie en vrijheid. Paus Johannes Paulus II was het eens met sommige aspecten van zijn personalisme, maar bekritiseerde Kant als 'anti-trinitair’ in zijn personalisme, welke het relationele karakter van de Drie-eenheid verwijdert om zich op een autonoom zelf te concentreren. Kants opvattingen over het ‘autonome zelf’ plaatsten het geweten van ieder mens als een persoonlijke "wetgever" voor de subjectieve moraal, maar Johannes Paulus II betoogde dat het geweten van een mens geen morele normen kan scheppen, maar ze in objectieve waarheid moet ontdekken.
Het verschil tussen de visie van Kant en de visie van Paus Johannes Paulus II op het personalisme wordt door de Theologie van het Lichaam duidelijk gemaakt in uiteenzettingen over seks, het huwelijk en polygamie. Kant had twee principes van seksuele ethiek: dat men niet louter voor het plezier mag “genieten" van een andere persoon en dat seksuele vereniging inhoudt dat men zichzelf aan een ander geeft. Paus Johannes Paulus II was het eens met deze beginselen, maar was het niet eens over de betekenis en redenering achter de beginselen. Kant geloofde dat mensen hun autonomie en waardigheid verliezen in seksuele handelingen, omdat ze worden gereduceerd tot dingen die worden gebruikt voor plezier. Het huwelijk lost dat op door de echtgenoten "levenslang wederzijds bezit te geven van hun seksuele kenmerken". Kants uitleg van het huwelijk verandert echter nog steeds niet de objectiverende aard van seks, het staat het alleen toe als wettig. Paus Johannes Paulus II verklaart echter de seksuele handeling in het huwelijk als een vervulling van de natuurlijke wet de eigen is aan de huwelijkse liefde. In plaats van te objectiveren en depersonaliseren, is het verrijkend voor een persoon omdat het een oprecht geschenk is van zichzelf in liefde. Paus Johannes Paulus II benadrukt de echtelijke liefde, terwijl Kant het niet erkent.

### Johannes van het Kruis
Toen Paus Johannes Paulus II's zijn Theologie van het Lichaam ontwikkelde was zijn fundamentele overtuiging over liefde afgeleid van de heilige Johannes van het Kruis (San Juan de la Cruz), een Spaanse mysticus en kerkleraar. Voordat Karol Wojtyla Paus Johannes Paulus II werd verdedigde hij zijn proefschrift, het werd vertaald in een boek met de titel 'Geloof volgens de heilige Johannes van het Kruis'. In dat werk komt de invloed van Johannes van het Kruis naar voren met zijn overtuiging dat de relatie met God een verenigend proces is waarin de elementen dynamisch worden geactiveerd. Een andere invloed is dat hij liefde hoger waardeert dan geloof, en die liefde "trekt de persoon naar een echte ontologische en psychologische vereniging met God".:97
De "Sanjuanistische driehoek" van liefde bestaat uit drie punten: 1) Liefde is zelf-gevend; 2) De liefde in het goddelijk kindschap en de echtelijke liefde in het huwelijk zijn het zichzelf gevende paradigma; 3) De relatie tussen de Vader, de Zoon en de Heilige Geest binnen de Drie-eenheid is het model van zelf-gevende liefde. Door pure liefde ervaart iemand God in de "wederzijdse uitwisseling van het zelf wegschenken".:35
Thomas Petri OP schrijft: "We kunnen uit de observatie van Wojtyla opmerken dat God voor Johannes van het Kruis objectief is maar niet objectiveerbaar voor het verstand, die zich natuurlijk leent voor de personalistische norm, uiteindelijk zal dit de hoofdrol spelen in Wojtyla's denken. Net als de persoon van God, kan geen enkel menselijk persoon ooit slechts een object zijn in ons handelen, maar moet de mens in relatie begrepen worden.":97

## Onderwerpen
Het werk behandelt onderwerpen zoals de verenigde lichamelijke en geestelijke kwaliteiten van de menselijke persoon; de oorsprong, geschiedenis en bestemming van de mensheid; de diepste verlangens van het menselijk hart en de manier om echt geluk en vrijheid te ervaren; de waarheid over de behoefte en het verlangen van de mens naar een liefdevolle gemeenschap die is afgeleid van het geopenbaarde begrip van de mensheid in het beeld van een Drie-ene Schepper; de waarheid over Gods oorspronkelijke ontwerp voor de menselijke seksualiteit en daarmee de waardigheid van de menselijke persoon, hoe het werd vervormd door de zonde, en hoe het is hersteld en vernieuwd door de verlossing van Jezus Christus; en over de katholieke leringen over het Sacrament van het huwelijk.
Het werk bestaat uit twee helften en vijf cycli. De eerste helft, getiteld "De Woorden van Christus", bestaat uit drie cycli waarin Johannes Paulus II een "adequate antropologie" vaststelt. Deel 1 kijkt naar de menselijke persoon zoals we zijn geschapen om "in het begin" (oorspronkelijke man) te zijn; Deel 2 gaat in op het menselijk leven na de zondeval, niet-verlost en verlost (historische mens). Cyclus 3 behandelt de realiteit van ons leven aan het eind der tijden wanneer Christus terugkomt en de geschiedenis haar vervulling bereikt (eschatologische mens). Johannes Paulus II reflecteert ook op maagdelijkheid voor het Koninkrijk der Hemelen binnen de context van deel 3. In de tweede helft, getiteld "Het Sacrament" (wat verwijst naar het Sacrament van het huwelijk). Johannes Paulus II behandelt de sacramentaliteit van het huwelijk in deel 4 en de verantwoordelijke overdracht van het menselijk leven in deel 5.

### Antropologie
Door de verkondiging van het ‘Evangelie van het lichaam’ stelt Paus Johannes Paulus II Christus niet als eerste voor als een moralist, die een ideaal van zuiverheid en onbereikbare liefde predikt, waarin mensen altijd tekort schieten en slachtoffer zijn van de zwakheid van het vlees. hij stelt Christus vooral als Verlosser van het Lichaam voor die triomfeert over de zonde en ons een pad opent van ware transformatie in het leven volgens de Geest. Door zijn radical zelfgave in het werk van zijn incarnatie en verlossing kan Hij ons uitnodigen tot een gelijke zelfgave. Dit opent voor ons een levende moraal en niet een formalistische en legalistische moraal. Dit vermindert op geen enkele mannier de ethische eis, integendeel. Het opent een nieuw niveau van humanisering, een aanvullende eis, een verlevendigd moraal. 

### Man en vrouw in het begin
In het eerste deel, dat begint op 5 september 1979, bespreekt paus Johannes Paulus II het antwoord van Jezus op de Farizeeën wanneer zij hem vragen of een man van zijn vrouw kan scheiden. Jezus antwoordt: "Hij zei tot hen: Omdat Mozes vanwege de hardheid van uw hart u toestond om van uw vrouwen te scheiden; maar vanaf het begin was het niet zo." Johannes Paulus II vestigt de aandacht op de reactie van Christus die de Farizeeën roept om terug te gaan naar het begin, naar de geschapen wereld voor de zondeval en de erfzonde. De paus duikt in de ervaring van de oorspronkelijke mens in het boek Genesis en onderscheidt drie unieke ervaringen: het oorspronkelijke alleen-zijn, de oorspronkelijke gemeenschap van personen en de oorspronkelijke "naaktheid zonder schaamte". Oorspronkelijk alleen-zijn is de ervaring van Adam, voorafgaand aan Eva, wanneer hij zich realiseert dat door het benoemen van de dieren er iets intrinsiek anders is aan hemzelf. Hij kan geen geschikte partner vinden.
Dit besef, een waardigheid te hebben voor God die hoger is dan de rest van de schepping, is het oorspronkelijke alleen-zijn. De oorspronkelijke gemeenschap van personen volgt uit de eerste ontmoeting van de mens met de vrouw, waar hij uitroept: "Dit is nu been van mijn gebeente en vlees van mijn vlees, zij zal vrouw worden genoemd, omdat zij uit de mens is genomen". Voorafgaand aan de zondeval was het verlangen van de man en de vrouw naar elkaar perfect georiënteerd op een sacramentele manier die hen richtte op Gods uiteindelijke plan voor de mensheid: het huwelijk van Christus (de bruidegom) met de Kerk (zijn bruid). In de hele Heilige Schrift is de meest gebruikelijke verwijzing die Christus gebruikt wanneer we over de hemel spreken, die van een bruiloftsfeest. Het huwelijk is dus bedoeld als een vereniging die ons dieper in het mysterie van onze schepping trekt en een voorproefje biedt van het hemelse huwelijk tussen Christus en zijn Kerk, waar man en vrouw niet langer ten huwelijk worden gegeven. In de hemel, het eeuwige bruiloftsfeest, zijn mannen en vrouwen nu op hun uiteindelijke bestemming aangekomen en is het sacrament (of teken) van het huwelijk niet langer nodig. Tot slot is er de oorspronkelijke "Naaktheid zonder schaamte" "De mens en zijn vrouw waren naakt maar schaamden zich niet". Dit duidt erop dat juist het lichaam oorspronkelijk de waardigheid van de persoon uitdrukte en dat de huwelijkse roeping in het lichaam geschreven staat. Deze ervaring noemt Johannes Paulus II een grens-ervaring omdat deze de overgang naar de wereld van na de de zondeval markeert. Men kan de naaktheid zonder schaamte niet begrijpen omdat deze niet te kennen is, maar door het begrip van schaamte dat men heeft, kan enigszins een idee gevormd worden van de betekenis van deze ervaring en van de betekenis van het lichaam.

### Man en vrouw na de val
Dit tweede deel concentreert zich op Christus 'opmerkingen over overspel in de Bergrede :
"Je hebt gehoord dat er van ouds gezegd is: je zult geen overspel plegen. Maar ik zeg u, dat een ieder die naar een vrouw kijkt om haar te begeren, reeds in zijn hart overspel met haar heeft gepleegd."
Paus Johannes Paulus II legt dit uit als kijken naar een andere persoon, zelfs naar zijn / haar eigen partner, om hen op een reductieve manier te begeren, dat wil zeggen dat ze worden beschouwd als slechts een object van verlangen. Paus Johannes Paulus II zegt dat dit een belangrijke passage lijkt te zijn voor de theologie van het lichaam.

### Man en vrouw na de opstanding der doden
Het derde deel analyseert het antwoord van Christus op de Sadduceeën wanneer ze naar hem toekomen en hem vragen over een vrouw die zeven broers had getrouwd.

### Het celibaat en maagdelijkheid
Het vierde deel is een meditatie over het celibaat en de maagdelijkheid.
Paus Johannes Paulus II heeft verklaard dat onthouding omwille van het Koninkrijk der Hemelen niet tegengesteld is aan het huwelijk. Hij merkte op dat wanneer hij ruzie maakt met de Farizeeën over de vraag of het echt is om te scheiden en Jezus 'discipelen concludeerden dat het beter was om niet te trouwen, Jezus niet sprak over of het opportuun was om niet te trouwen, maar erop wees dat er "eunuchen" zijn, waarvan sommigen zo zijn omwille van het koninkrijk der hemelen.

### Het Sacrament van het Huwelijk
Het vijfde deel bespreekt het Sacrament van het Huwelijk.